# Meryl Tankard
Meryl Tankard (ur. 1955 w Darwin w Australii) – australijska choreografka, tancerka i reżyserka filmowa.

## Życiorys
Urodziła się w Darwin w 1955, jednak niedługo później jej rodzina przeprowadziła się do Melbourne. Tam Meryl Takard uczęszczała na pierwsze lekcje tańca. Ponieważ jej ojciec należał do Królewskich Australijskich Sił Powietrznych, więc rodzina Takard często zmieniała miejsce zamieszkania, przeprowadzali się m.in. do australijskiego Newcastle oraz do Penang w Malezji. W 1973 rozpoczęła naukę w Australian Ballet School, dwa lata później została tancerką Australian Ballet.
W 1977 roku stworzyła choreografię do swojego pierwszego spektaklu – Birds Behind Bars, na warsztaty choreograficzne Dance Horizons. W 1978 roku, po udziale w trzygodzinnym przesłuchaniu, Meryl Tankard została przyjęta do niemieckiego Tanztheater Wuppertal Piny Bausch, w którym została jedną z głównych tancerek. Pracowała z Piną Bausch do 1984 roku, w tym czasie biorąc udział m.in. w przestawieniach Café Müller, Kontakthof, Walzer i Bandoneon. Również w tym czasie, w 1980 roku tancerka zagrała w filmie Quackfurdonald Mit Lieben Gruss, a trzy lata później w filmie Sydney on the Wupper.
Po odejściu z Tanztheater Wuppertal przez pewien czas Tankard pracowała jako wolny strzelec, okazjonalnie pracując ze swoją byłą grupą przy ważniejszych przedstawieniach. W tym czasie stworzyła też kilka własnych spektakli, m.in. Echo Point (1984), Traveling Light (1986) oraz Two Feet (1988). Pracowała też przy telewizyjnych produkcjach Danicng Daze oraz The Pack of Women.
W 1989 roku stworzyła w Canberze grupę taneczną Meryl Tankard Company. Stworzyła dla niej spektakle Banshee (1989), VX18504 (1989), Nuti (1990), Kikimora (1990), Court of Flora (1990), Chants de mariage (1991-1992) oraz Songs with Mara (1992). Pracowała też m.in. przy przedstawieniu Śmierci w Wenecji oraz Orfeusz i Eurydka realizowanych przez zespół Opera Australia.
W 1993 roku objęła kierownictwo Australian Dance Theatre w Adelaide. W tym czasie powstały spektakle Furioso (1993), Aurora (1994), Possessed (1995), Seulle (1997) oraz Inuk (1997). Pracę dla teatru zakończyła w 1998 roku.
Po zakończeniu współpracy z Australian Dance Theatre Tankard ponownie pracowała jako wolny strzelec. Zrealizowała m.in. przedstawienie Wild Swans dla Opery w Sydney, oparte na baśniach Andersena, choreografię Deep Sea Dreaming na ceremonię otwarcia letnich igrzysk olimpijskich w Sydney w 2000 roku choreografię dla brodwayowskiej wersji Tarzana oraz spektakle @North (2004), Petrouchka (2004), Kaidan: a ghost story (2007). Opracowała też (w 2005 roku) choreografię do filmu Księga objawienia Any Kokinos.
W 2010 roku Meryl Tankard ukończyła roczny kurs reżyserii filmowej w Australian Film Television and Radio School. Zrealizowała następnie dwa filmy krótkometrażowe: Mad (poświęcony pisarce Sandy Jeffs) oraz Moth.

## Nagrody i odznaczenia
- 1992 – Canberran of the Year
- 1993 – Sydney Myer Music Award
- 2001 – nominacja do Laurence Olivier Award (za spektakl The Beautiful Game)
- 2001 – Helpmann Award
- 2002 – Australian Dance Awards (Lifetime Achivement)
- 2003 – Centenary Medal (za wkład w sztukę australijską)
- 2010 – Australian Dance Award (za choreografię spektaklu The Oracle)